# Pteroctopus tetracirrhus
Pteroctopus tetracirrhus är en bläckfiskart som först beskrevs av Stefano Delle Chiaje 1830 in 1823-1831.  Pteroctopus tetracirrhus ingår i släktet Pteroctopus och familjen Octopodidae. Inga underarter finns listade i Catalogue of Life.